# Vilanova del Vallès
Vilanova del Vallès är en kommun i Spanien.   Den ligger i provinsen Província de Barcelona och regionen Katalonien, i den östra delen av landet, 500 km öster om huvudstaden Madrid. Antalet invånare är 5 062. Arean är 15,2 kvadratkilometer. Vilanova del Vallès gränsar till La Roca del Vallès, Òrrius, Vilassar de Dalt, Vallromanes, Montornès del Vallès och Granollers. 
Terrängen i Vilanova del Vallès är platt västerut, men österut är den kuperad.